# Theliya
Theliya – gaun wikas samiti we wschodniej części Nepalu w strefie Sagarmatha w dystrykcie Saptari. Według nepalskiego spisu powszechnego z 2001 roku liczył on 1001 gospodarstw domowych i 5850 mieszkańców (2868 kobiet i 2982 mężczyzn).